# Contarinia nitensis
Contarinia nitensis är en tvåvingeart som beskrevs av Fedotova 1997. Contarinia nitensis ingår i släktet Contarinia och familjen gallmyggor. Inga underarter finns listade i Catalogue of Life.